# Klaus Kuhnke
Klaus Kuhnke (* 4. November 1944 in Rerik; † 17. März 1988 auf den Kanarischen Inseln) war einer der Mitbegründer des Archivs für Populäre Musik in Bremen.

## Leben
Kuhnke wuchs in Hamburg auf, studierte dort Germanistik und Philosophie.
Ab 1969 arbeitete er als Herausgeber (u. a. Die alten bösen Lieder – Lieder und Gedichte der Revolution von 1848 und die Kinderliedersammlung Baggerführer Willibald), als Rundfunk- und Fernsehjournalist und als Redakteur und Autor der Zeitschrift Kunst und Gesellschaft. Er war Mitautor der über 100-teiligen Radiosendereihe Roll Over Beethoven (RB/WDR). Zusammen mit Manfred Miller schrieb Kuhnke die 9-teilige NDR-Fernsehreihe Rock ’n’ Roll Music - Geschichten über amerikanische Musik (Redaktion und Regie: Horst Königstein), die von Januar bis Mai 1979 in den Dritten TV-Programmen HR III, West III, Nord III und Südwest III erstausgestrahlt wurde.
Er gründete mit Manfred Miller und Peter Schulze 1975 das Archiv für Populäre Musik.
Klaus Kuhnke ertrank 1988. Nach seinem Tod wurde das Archiv in Klaus-Kuhnke-Archiv für Populäre Musik umbenannt und ist inzwischen ein Institut an der Hochschule für Künste Bremen. Teilnachlässe Kuhnkes befinden sich im Klaus-Kuhnke-Archiv für Populäre Musik und im Archiv der sozialen Bewegungen Bremen.

## Werke
- Klaus Kuhnke, Manfred Miller und Peter Schulze: Geschichte der Popmusik Band 1. Lilienthal/Bremen : Eres-Edition, 1976
- Klaus Kuhnke, Manfred Miller und Peter Schulze: Geschichte der Popmusik Band 2. Buch mit 52 CDs, Bear Family Records, 1998